# Ngựa Bashkir
Ngựa Bashkir là một giống ngựa của người Bashkir. Nó được nuôi dưỡng chủ yếu ở Bashkortostan, một nước cộng hòa trong Liên bang Nga nằm ở phía Nam và phía Tây Dãy núi Ural. Trung tâm chính của chăn nuôi là thủ đô, Ufa.:334

## Lịch sử
Nguồn gốc của giống ngựa Bashkir không được biết đến. Trong thế kỷ XIX giá trị kinh tế của nó đã được công nhận, và các bước đã được thực hiện để tăng cả khả năng làm việc và phẩm chất truyền thống của nó biến giống ngựa này trở thành một giống sữa và thịt. Các trung tâm giống được thành lập vào năm 1845.:88
Ngựa Bashkir đã được lai với các giống khác của Liên Xô cũ nhằm tạo thành giống ngựa kéo Heavy Nga; lai thử nghiệm với ngựa Kazakh và ngựa Yakut cũng đã được thực hiện.:333
Bashkortostan có dân số ngựa cao thứ ba trong các nước của liên bang của Nga, sau Altai Krai và Cộng hòa Sakha.] Năm 2003, số lượng ngựa Bashkir được báo cáo là 94.470 con.

## Sử dụng
Ngựa Bashkir được sử dụng để cưỡi và vận chuyển, đóng yên cường, kéo cày và làm việc nông trại. Giống ngựa này biểu lộ sức chịu đựng vượt trội; có những báo cáo về những con ngựa Bashkir được dùng kéo xe Troika, xe trượt tuyết dùng ba ngựa, kéo dài đến khoảng 120–140 km (75–87 dặm) mỗi ngày.:88
Ngựa cái Bashkir sản xuất sữa nhiều. Năng suất trung bình mỗi năm là 1500:333 hoặc 2,100 kg (4.600 lb) trong thời gian cho con bú là 240 ngày, với ngựa cái tốt nhất đạt mức 2.700 kg (6.000 lb) sữa.
Lông từ bộ lông dày trong mùa đông của giống ngựa này có thể được dệt thành vải.:88